# 이마나카 신지
이마나카 신지(일본어: 今中 慎二, 1971년 3월 6일 ~ )는 일본의 전 프로 야구 선수이자 야구 지도자, 야구 해설가·평론가이다. 오사카부 가도마시 출신이며 현역 시절 포지션은 투수였다.
1988년 프로 야구 드래프트 1순위로 주니치 드래건스에 입단하여 다승왕과 사와무라 에이지상을 차지하는 등 1990년대의 일본 프로 야구를 대표하는 좌완 투수로서 맹활약을 했다. 선수 생활 13년 동안 통산 91승 69패 5세이브, 평균 자책점 3.15의 성적을 남겼고 은퇴 후에는 친정 팀인 주니치에서 투수 코치를 역임했다.

## 인물

### 프로 입단 전
오사카부 가도마시의 후루카와바시역 주변에서 태어나 세 살 연상인 형의 영향으로 하마마치 초등학교 2학년 때부터 야구를 시작했다. 원래는 오른손잡이였지만 이때 이웃에 살던 중년 여성으로부터 왼손잡이용 글러브를 받아서 사용하기 시작한 것이 계기가 되면서 왼손으로 던지게 됐다. 3학년이 되면서 형과 같은 연식야구팀에 들어갔는데 자신이 원하는 입단이 아니라 형이 잊어버린 도시락을 전하러 갔더니 ‘내일부터 연습하러 오라’는 말을 듣고 입단한 것이었다. 4학년부터는 투수가 됐다. 가도마 시립 제1 중학교에 진학하여 그 해에 설립된 리틀 시니어 팀인 ‘가도마 시니어’에 입단하면서 1년차부터 팀의 에이스가 됐다. 당시부터 공의 구속이 꽤 빨랐지만 팀의 수비력이 그다지 신통치 않은 탓에 대회에서는 좀처럼 이길 기회가 없어서 한 번은 야구를 그만둘까하는 생각도 했다고 한다. 연습을 견학했을 때 팔이 긴 좌완 투수로서 관심을 가진 오사카 산업대학 부속 고등학교 다이토 교사로부터 권유를 받고 야구부의 강화를 추진하고 있던 이 학교에 입학했다.
입학 당초에는 그다지 눈에 띠는 존재는 아니었지만 금방 몰라보게 달라진 속구로 던지게 됐고 오사카 산업대학 부속 고등학교를 방문한 다마루 히토시(당시 한신 타이거스 스카우트)로부터도 높은 평가를 받았다고 한다. 1학년 여름에 열린 오사카부 대회(전국 고등학교 야구 선수권 오사카 대회)에서 벤치에 들어가게 됐고 가을에 열린 오사카부 대회에서는 준준결승전 상대인 PL가쿠엔 고등학교와의 경기에 등판했다. 이 경기는 0대 1로 졌지만, 다쓰나미 가즈요시나 노무라 히로시를 거느린 다음 해에 춘계, 하계 대회 연패를 이룬 강호를 눌러서 일본 프로 야구의 스카우트 등으로부터 세간의 주목을 받게 됐다. 2학년 때 겨울에는 어머니가 지주막하 출혈로 사망하면서 정신적으로 큰 충격을 받았지만 3학년이 되자 정신적으로 회복되면서 장래에는 프로에 들어가겠다는 목표를 갖게 됐다.
3학년이 된 1988년도부터 다이토 교사는 오사카도인 고등학교로서 독립했고 3학년 여름에 열린 오사카부 대회에서는 15개의 삼진을 뺏어냈지만 팀은 연장전 접전 끝에 첫 경기에서 패하여 고시엔 대회에 출전하지 못했다. 막연히 대학 진학을 생각하고 있었는데 145 km/h의 직구에 의해 프로 야구 전체 12개 구단의 스카우트가 학교를 방문할 정도의 주목을 받고 있어서 1988년 프로 야구 드래프트 회의에서 주니치 드래건스로부터 1순위 지명을 받았다. 당시 담당 스카우트는 호모토 히데아키였으며 계약금과 연봉은 각각 6,000만 엔, 480만 엔(모두 추정치)으로 입단 계약을 맺었다. 팀 동료는 이마나카와 함께 배터리를 구성했던 기리야마 아키요시(1988년 닛폰햄 파이터스에 드래프트 번외로 입단)가 있다.

### 프로 야구 선수 시절

#### 현역 전반(1989-1996년)
프로 1년째인 1989년에는 곤도 신이치나 우에하라 아키라의 사례를 모방해서 스프링 캠프에서부터 시범 경기의 기간에는 2군에서 런닝하는 등 체력 강화나 수비 연습으로 대부분 할애했다. 신타쿠 히로시와 이나바 미쓰오의 지도를 받으면서 투구폼 교정이나 체력 향상에 힘을 쓰고 5월 26일 나고야 구장에서 열린 요미우리 자이언츠전에서 본격적인 1군 첫 등판을 이뤘다. 9월 17일 히로시마 시민 구장에서 열린 히로시마 도요 카프전에 선발 등판해 기타벳푸 마나부와 투수전을 펼쳐 2회에 물집이 생긴 것을 뭉개고 순간접착제로 굳혀서 5이닝을 던지는 등의 활약으로 프로 첫 승리 투수가 됐다. 시즌 종료 후에 있은 추계 스프링 캠프에는 로스앤젤레스 다저스에서 임시 코치가 와 있어서 당시 메이저 리그에서 유행하고 있던 스플릿 핑거 패스트볼 계통의 포크볼을 습득했다.
1990년, 스프링 캠프에서 투수 코치였던 이케다 히데토시에게서 팔로 스루 등을 지도받아 직구의 성장과 변화구의 꺾임이 개선됐고 또한 싱커의 습득에도 도전했다. 3월 4일에 있은 수비 연습에서 노크된 공을 무릎에 맞아 투구는커녕 캐치볼조차 하지 못하는 날이 이어졌지만 3월 24일 도요하시 시민 구장에서 열린 후쿠오카 다이에 호크스와의 시범 경기에서 무라타 가쓰요시와 투수전을 펼쳐 5이닝 동안 61개의 공을 던지면서 2피안타 무볼넷과 무실점의 호투를 보였다. 개막 이후에는 장래 좌완 에이스로서의 기대를 한몸에 받아서 주로 선발로서 기용됐다. 당시에는 아직 막연하게 던지는 듯한 점이 있었지만 선발 로테이션에 정착하여 6차례의 완투 등 규정 투구 이닝에 도달해서 10승(6패)을 기록했다.
1991년에는 올스타전에 처음으로 출전해 특히 2차전에서는 7회부터 2이닝을 던져 1피안타 무실점으로 막았다. 같은 해엔 사사오카 신지와의 최우수 평균 자책점을 놓고 경쟁해 시즌 최종전인 더블헤더에 연속해서 선발로 등판했지만 평균 자책점 0.08 차이로 타이틀을 놓쳤다. 더욱이 이 시즌에서 야쿠르트전에서의 구원에 실패한 일이 있어서 당시 감독이었던 호시노 센이치가 매우 분노한 나머지 콘크리트 재질의 화로를 몇 번이고 걷어차 발목이 부러지는 골절상을 입은 적이 있었다. 이것만은 이마나카의 잘못은 아니었지만 ‘이마나카의 행동이 원인으로 작용해서 일어난 일’로서 자신과 관련한 에피소드로 다뤄지는 경우도 있다.
1992년 4월 19일에 열린 요미우리전에서 땅볼 타구가 왼쪽 손목에 맞아서 골절되는 부상을 당해 3개월 뒤인 여름에 복귀했다. 골절이 나은 직후에는 악력이 좀처럼 돌아오지 않아서 가볍게 캐치볼을 해도 손목에 날카로운 통증이 있었다. 그러나 왠지 커브만은 통증 없이 던질 수 있었기 때문에 재활훈련에서는 커브만을 사용한 멀리던지는 방식의 캐치볼을 계속했다. 처음 한동안엔 컨트롤이 잡히지 않았지만 점점 요령이 잡혀서 이것이 이마나카의 결정구라고도 할 수 있는 슬로 커브를 습득한 계기가 됐다고 한다. 또 아랫팔의 근육을 단련하는 가운데 왼쪽 팔꿈치의 유리연골이 우연히 들러붙었다고도 말했다. 그 해에는 11경기에 등판에만 그쳤지만 8승 2패로 평균 자책점 1.77의 성적을 남겼다.
1993년, 자신의 첫 개막전 선발 투수를 맡아 개막 4연승 후에 5연패를 당했지만 거기서 크게 반격해서 7월 6일 야쿠르트 스왈로스전에서는 당시 센트럴 리그 최다 타이 기록이 되는 1경기 16탈삼진을 기록했다. 2년 만에 출전한 올스타전에서는 1차전에 센트럴 리그 팀의 두 번째 투수로서 등판해 2이닝을 던져 4피안타 2실점을 남겼다. 그 해에는 선발로 주 1, 2회는 등판해서 총 249이닝을 던졌다. 더욱이 9월 2일 나고야 구장에서 열린 야쿠르트전에서 9회 2사부터 이케야마 다카히로에게 동점 홈런을 맞고 연장전까지 계속 던졌지만 15회 무승부로 끝나면서 선두로 급부상할 기회를 놓쳤다. 이 경기는 다음 해의 ‘10.8 결전’과 통틀어서 현역 시절에 가장 인상깊었다고 한다. 같은 해의 최종 성적은 17승 7패, 평균 자책점 2.20, 247개의 탈삼진으로 다승왕, 최다 탈삼진 등의 타이틀을 석권해 심사 항목을 모두 채워서 최고의 투수에게 주어지는 사와무라 에이지상을 수상했다. 참고로 1990년대에 심사 항목을 모두 채운 것은 이마나카 이외에도 1991년의 사사오카 신지뿐이다. 또한 베스트 나인과 골든 글러브상에도 동시에 수상했다.
1994년 올스타전에서 2차전의 9회에 등판해 이치로 등을 3자 범퇴로 처리했다. 그 해에는 팀이 시즌 최종전까지 요미우리와 치열하게 우승을 놓고 다퉈 주중 2일이나 3일의 선발이 계속됐지만 통증을 호소하는 일은 없었다. ‘10.8 결전’에서는 경기에 앞서 나카무라 다케시 등 선수회의 여러 사람들에게 ‘이겨도 좋고 져도 괜찮으니까 선발로 나서 달라’고 간절한 부탁받을 정도의 신뢰를 모으고 있었지만 4이닝 5실점에서 조기 강판돼 패전 투수가 됐지만 다른 선수들에게 후회는 없었다고 한다. 그 해의 여름 무렵부터 왼쪽 어깨 상태가 점점 나빠져 갔다고 훗날 이마나카 자신은 이렇게 말하기도 했다.
1995년, 극심한 피로 등으로 커브 등 공의 각도가 나빠졌지만 팀내에서 유일하게 규정 투구 이닝을 채우는 등 리그 2위인 15차례의 완투를 기록했다. 같은 해에 열린 올스타전에서는 1차전에 센트럴 리그 팀의 두 번째 투수로 등판해 2이닝을 완벽하게 막아냈다. 또, 메이저 리그의 스카우트로부터는 그 해에 미국으로 건너간 노모 히데오보다 높은 평가를 받고 있어서 신시내티 레즈의 데이비 존슨 감독으로부터 시즌 중에 트레이드에 의한 영입 타진이 있었다고 한다.
1996년, 4년 연속으로 개막전 선발 투수를 맡아 6월 27일 나고야 구장에서 열린 히로시마전에서 구단 역사상 가장 빠른 186경기에서 통산 1000탈삼진을 달성하는 등의 활약으로 7월까지 9승을 올리고 있다. 그러나 7월 16일 도쿄 돔에서 열린 요미우리전에서 프로 데뷔 후 가장 짧은 1/3이닝에 강판돼 왼쪽 어깨 통증을 호소했다. 이튿날의 정밀 검사에서 왼쪽 어깨관절 주위 염증 때문에 2주 간의 안정이 필요하다는 진단을 받고 1군 등록이 말소돼 직후에 열리는 올스타전 출전을 포기하고 이마나카를 대신해서 사이토 다카시가 출전했다. 이 부상의 보름 전에도 허리 통증으로 등판을 피했지만 우승 경쟁을 하고 있는 팀의 사정도 있어 1주일 후에는 투구 연습을 재개했다. 7월 29일에는 1군에 복귀했고 8월 4일 나고야 구장에서 열린 요미우리전에서는 1실점 완투로 승리 투수가 됐다. 그 후에도 왼쪽 어깨의 통증이 남은 채로 등판해서 4승을 올리는 등 4년 연속 두 자릿수 승리가 되는 14승을 기록했다.

#### 현역 후반(1997-2001년)
1997년, 스프링 캠프를 앞두고 또다시 왼쪽 어깨에 통증이 일어나면서 종래와는 확실히 다른 통증을 느낄 정도였으며 정밀검사에서는 깊숙한 부분에 있던 근육에 심하게 손상된 것으로 확인됐다. 이 때문에 어깨 상태를 확인하면서 부담을 줄이는 느린 페이스의 조정을 했지만 시범 경기 첫 등판이 된 3월 20일 지바 롯데 마린스전에서 구속이 최고 124 km/h에 그쳤다. 더욱이 경기 후에는 어깨관절주위염 재발이 판명돼 투구 연습을 할 수 없게 되면서 5년 연속의 개막전 선발 투수 등판은 무산됐다. 6월엔 1군에 등록돼 6월 8일 나고야 돔에서 열린 요미우리전에서는 구원으로서 시즌 첫 등판을 이뤘지만 구위나 컨트롤이 회복되지 않을 정도의 뚜렷한 활약을 보여주지 못한 채 2군으로 내려가서 재조정을 계속했다. 8월에는 1군에 복귀하면서 8월 15일 나고야 돔에서 열린 야쿠르트전에서 시즌 첫 선발로 나서며 최고 속도 143 km/h의 직구와 90 km/h대의 슬로 커브로 6이닝을 3피안타 1실점으로 막아서 시즌 첫 승리를 거뒀지만 그 해엔 2승에 그쳤다. 예년에는 투구나 캐치볼을 전혀 하지 않았던 추계 스프링 캠프에서는 미야타 유키노리 투수 코치의 만류에도 불구하고 적극적으로 투구 연습을 해서 투구 감각이 회복됐다고 주변 사람들에게 말한 적도 있다. 그해 12월 6일에 결혼식을 올려 스즈키 무네오 부부가 중매인 역할을 맡았다.
1998년에는 어깨 상태가 회복됐고 스프링 캠프에서 근력 강화나 멀리 던지는 연습을 거듭했다. 5월 16일 요코하마전(나고야 돔)에서 선발한 1회에 1점을 내줬지만 그 후에는 직구로 밀어내고 5이닝 1실점의 성적으로 시즌 2승째를 거뒀지만 결과적으로 이 승리가 현역 생활에 있어서의 마지막 승리였다. 6월 5일 나고야 돔에서 열린 요미우리전에서는 최고 속도 140 km/h를 기록하여 90 km/h의 슬로 커브도 되돌아와서 8이닝 동안 131개의 공을 던져 2피안타 1실점의 호투를 보이는 등 부활의 조짐을 보였다. 그러나 호조가 지속되지 않았고 자신의 4연패로 맞이한 7월 9일 야쿠르트전에 선발로 나서 2/3이닝에 5피안타 4실점으로 패전 투수가 되면서 2승 8패를 기록하자, 호시노 센이치 감독으로부터 다시 기교파로 전향하라는 명령을 받고 1군 등록이 말소됐다. 가을부터는 그때까지 강하게 거부하고 있었던 웨이트 트레이닝에도 스스로 참가하여 런닝이나 비탈길 달리기로 하반신을 강화하는 등 자신으로서는 처음으로 12월에 열린 자주 트레이닝에도 참가했다. 그해 계약 갱신은 12월 20일 16시께 구단 사무실에서 이뤄질 예정이었으나 일찍 집을 나섰음에도 불구하고 나고야 시내 번화가에서 극심한 정체와 같은 날 17시에 팀 동료 카도쿠라 켄의 결혼 피로연을 앞두고 있어 이마나카와 구단 간부도 참석할 예정이었기 때문에 계약 갱신 장소를 예식장으로 급거 변경된 후에야 이뤄졌다.
1999년 2월 11일에는 투구 연습을 시작하는 등으로 순조롭게 조정하고 있었지만 한편으로 불펜에 들어가는 것이 두려워질 정도로 상태가 악화돼 있었다. 7월 15일 나고야 돔에서 열린 히로시마전에 선발로 등판했지만 2이닝 6실점으로 끝나서 후쿠오카시에 있는 병원에서 재차 검사를 받았다. 애당초에는 재활훈련에 의한 치료를 생각하고 있었지만 양호했던 어깨 상태가 며칠 밖에 가지 않는 상황에서 매듭을 짓기 위해 염증의 원인이었던 왼쪽 어깨의 활액포를 제거해서 돌기뼈를 3개소 절제하는 수술을 8월 20일에 받았다. 집도의가 놀랄 정도로 환부는 악화돼 있었지만 5시간에 걸친 수술을 성공적으로 마쳐 그대로 후쿠오카에서 재활훈련을 수 개월간 계속했다. 그 해에는 입단 이후 처음으로 팀은 리그 우승을 달성했지만 9월 30일 메이지 진구 야구장에서 열린 야쿠르트전에서 우승이 결정됐을 때도 후쿠오카 시내에서 의사와 함께 밤낚시를 하고 있었다고 한다. 결국 이 1999년에는 프로 입문 이후 처음으로 단 한 번도 승리를 기록하지 못한 채 시즌을 마쳤고 프로에 입문 후 첫 리그 우승에는 기여할 수 없었다. 다이에와의 일본 시리즈 기간 중에는 경과 보고를 겸해서 후쿠오카의 숙소를 방문해 팀 동료에게 격려의 말을 건넨 뒤 조용하게 돌아갔다.
2000년, 11년 만에 2군 스프링 캠프에서 시즌을 맞이하게 됐고 처음으로 1군 등판을 하지 않은 채 시즌을 마쳤다. 시즌 종료 후 계약 갱신에서는 연봉이 큰 폭으로 삭감돼 이듬해 2월까지 걸렸고 호시노 감독에게서는 ‘계약하는 것만으로도 감사하게 생각할 것’이라는 최후 통고를 받았다. 한편 2001년 1월에는 이라고곶에서의 합동 자주 트레이닝에 적극적으로 런닝에 임하는 자세를 야마다 히사시 투수 코치로부터 평가를 받아 2년 만에 1군 스프링 캠프에서의 시즌을 맞이했다. 스프링 캠프 직전인 1월 30일에는 요미탄 구장에서의 불펜에서 100개의 공을 던지고 스프링 캠프 중에도 투구 연습의 투구 수를 소화해냈지만 제구에 문제가 있었다. 시범 경기에서는 구속이 최고 131 km/h에 머물렀지만 포크볼과 슈토, 그리고 이 해에 새롭게 시도했던 컷 패스트볼을 구사해서 3월 3일 지바 롯데전에서는 4이닝을 1실점으로 막았다. 그러나 야수들의 상태가 호전됨에 따라서 안타나 홈런을 맞는 상황이 속출하자, 3월 23일 교육 리그에서의 한신 타이거스전에서는 5이닝 동안 106개의 공을 던져 8피안타 5볼넷 3실점이라는 최악의 투구 내용으로 개막전 1군 엔트리 등록에는 실패했다. 그 해에는 2년 만에 1군 등판을 이뤘지만 데뷔 후 처음으로 1군에서의 선발 등판 없이 7경기에 등판했지만 체력의 한계 등을 이유로 10월에 현역 은퇴를 결심했다. 야마다는 중간 계투로서의 재생을 생각했고 타 구단으로부터도 영입 제의를 받았다고 한다. 11월 10일에 은퇴 기자회견을 가졌다.

### 그 후
2002년 3월 23일, 나고야 돔에서 열린 오릭스 블루웨이브와의 시범 경기 때 은퇴식이 거행돼 다니 요시토모와 맞대결한 후에 장남으로부터 꽃다발이 증정됐다. 또 그해부터 NHK의 야구 해설자로 발탁됐고 나고야의 민영 방송국에서도 게스트로 나와 해설을 맡는 것 외에도 주니치 스포츠의 야구 평론가도 맡았다. 2009년 퍼시픽 리그 예상 순위에서는 홋카이도 닛폰햄 파이터스의 리그 우승을 적중시켰고 이듬해 2010년 시즌에서도 주니치와 후쿠오카 소프트뱅크 호크스의 우승을 예상해서 적중시켰다. 또한 은퇴한 야구 선수들로 구성된 프로 야구 마스터스 리그에서는 그중 한 팀인 ‘나고야 80 D'sers’에 소속돼 있다.
2012년 시즌부터 현역 시절 친정팀인 주니치의 2군 투수 코치로 발탁됐고 그 해 시즌 종료 후 곤도 히로시 1군 투수 코치가 퇴단한 것에 의해서 1군 투수 코치로 부임했다. 2013년 당초에는 불펜 담당이었지만 팀의 성적 부진에 의해 6월 12일 사이타마 세이부 라이온스와의 경기에서 곤도 신이치 투수 코치와 교체되는 형태로 벤치 담당이 됐다. 10월 15일, 구단으로부터 코치진 개편에 따라 다음 시즌의 계약을 맺지 않겠다는 통보를 받고 퇴단했다. 2014년부터는 다시 NHK의 야구 해설자(주로 종합 TV 도카이 로컬의 주니치 주관 경기, BS의 메이저 리그 중계에 출연)로서 활동하게 됐다.

## 플레이 스타일

### 투구 스타일
마른 체형으로부터 전성기에는 최고 속도 150 km/h에 가까운 좋은 직구와 100 km/h 전후의 슬로 커브에 포크볼과 70 ~ 80 km/h의 초슬로 커브를 혼합한 투구를 하고 있었다. 게다가 1996년경부터는 체인지업도 사용하고 있었다. 이러한 변화구를 의식적으로 완전히 똑같은 폼에서 던져 타자를 속이고 포수 나카무라 다케시가 릴리스 직전까지 ‘사인이 잘못된 것인가’하고 불안감을 가진 적도 많았다고 한다. 특히 커브의 방향이 직구보다 강력하게 팔을 뿌리친 듯이 보이는 폼이었기 때문에 타자는 직구로 생각하고 방망이를 돌리기도 하고 커브에 몸을 따라나가기도 쉬웠다고 한다.
선발일 때는 어떻게 완투할 것인가를 항상 생각하고 5회까지는 직구와 커브로 투구를 하여 타자가 세 번째부터 네 번째에 들어와서 익숙해지는 6회쯤부터 포크볼을 섞어서 던졌다. 포크볼은 많아야 10개 정도 밖에 던지지는 않았지만 종반부터 구질을 늘림으로서 노림수를 갖고 타격하기 어려울 정도로 해서 주도권을 잡고 더욱이 구질의 적은 중반까지 공략하고자 해서 상대가 초조해 하는 효과도 있었다고 한다. 나카무라 다케시는 팀 득점에 관계없이 3점 이내에서 완투하고자 하는 스타일로, 8점을 얻으면 7점까진 허용하는 야마모토 마사와는 대조적이었다고 평가했다. 이 때문에 중요한 경기에서는 점수를 빼앗기지 않는 점을 평가받아서 선발을 맡는 경우가 많았다.
바깥으로 떨어지는 낮은 공을 베이스로 하면서 그것을 살리기 위해서도 몸쪽을 유효하게 사용하는 것을 중시하고 있었다. 몸쪽으로의 투구는 코스가 어중간하게 되면 장타로 연결되기가 쉽기 때문에 용기와 컨트롤이 필요하지만 바깥쪽만으로는 안타나 적시타를 얻어맞든가 볼넷에 의한 자멸로 이어진다고 생각하고 있었다.

### 슬로 커브
슬로 커브는 1992년에 골절로부터의 재활을 계기로 습득하고 있다. 복귀 직후의 한신과의 경기에서 와다 유타카를 상대로 풀카운트에서 커브를 던져 기이하게도 와다로부터 스탠딩 삼진을 빼앗아 감을 잡았다고 한다. 집게손가락과 가운뎃손가락을 공의 중심에서 벗어나도록 해서 실밥에 걸고, 매우 느슨하게 잡아서 엄지는 붙일 정도로 하고 있었다. 이 상태에서 손목을 비틀지 않고 집게손가락과 엄지 사이에서 쏙 빠져나가는 듯한 느낌으로 얼굴 앞에서 릴리스하여 던졌다고 한다. 베이스 상에 머리위에서 떨어지는 듯한 이미지로 던져서 몸쪽, 바깥쪽으로 구분해서 던질 수도 있었다.
타자로부터는 스트라이크 존을 벗어날만큼 높은 궤도에서 떨어져 오는 것처럼 보이고 포수의 미트에 들어가기 전에 공회전하여 멈추는 것 같은 느낌이 든다고 한다. 이 때문에 타자는 허리가 빼게 되는 경우가 많고, 토머스 오말리를 비롯한 외국인 타자들이 특히 싫어했다. 하라 다쓰노리에게는 8 ~ 9구 연속으로 커브만을 던졌을 때는 모두 파울이 됐고 파울을 유도하거나 카운트를 유리하게 잡을 적에도 효과적인 공이었다. 또한 반발력이 없기 때문에 맞아도 날아가지 않고 구속이 느리기 때문에 타자가 반드시 반응하는 등 사용하기 가장 편리한 좋은 공이었다고 한다.

### 포크볼
손가락이 짧고 벌리는 것도 좁았기 때문에 확실하게 볼을 끼워던지는 포크볼을 배우는 건 포기했다. 그러나 1989년 추계 스프링 캠프에서 공을 얕게 쥐는 스플릿 핑거 패스트볼 계통의 포크볼을 습득하여 1991년경부터 사용하게 됐다. 낙차에는 편차가 있어서 고르지 않았지만 1경기 중에서 분명하게 떨어지는 것은 한 개 정도로 기본적으로 변화는 적었다. 약간 높은 듯이 들어가면 좋은 공이 되지만 제구를 지나치게 신경쓰면 팔의 흔들림으로 간파당하기 때문에 의식적으로 낮게 던지면서도 팔을 강하게 뿌리치는 것을 중시하고 있었다고 한다.
공을 잡는 것이 얕기 때문에 포크볼은 개량하는 것이 어려워서 연습에서는 거의 던지지 않았다. 포크볼 자체는 통타를 당하는 경우가 많아 수뇌진으로부터 경기에서는 던지지 말라는 등의 조언도 들었지만 직구와 커브를 살리기 위해 계속해서 던졌다. 1994년부터 맞붙게 된 오치아이 히로미쓰에게도 포크볼의 존재가 매우 컸다는 평가를 받았다.

### 성적
자신의 통산 기록에서는 74차례의 완투를 올린 것이 자랑이었다고 한다. 몸에 맞는 볼이 적어서 1994년과 1995년에 단 한 개의 몸에 맞는 볼을 허용하지 않을 정도의 성적을 남기고는 있었지만 “몸에 맞는 볼의 공포심이 없으면 타자는 4할을 칠 수 있다”라는 말도 있어서 어느 정도는 몸에 맞는 볼을 피할 수 없다는 생각도 하고 있었다. 또한 동시에 고의 사구도 적은 시즌에는 선발로서 풀 시즌을 던져 고의 사구가 단 한 개도 없는 기록도 갖고 있다. 요미우리와의 경기에서 많이 등판하는 선발 로테이션으로 꾸려진 점도 있어서 요미우리와 상대할 때 통산 25승을 올린 ‘요미우리 킬러’였지만 가네다 마사이치나 에나쓰 유타카의 3년 연속 요미우리전에서 5승 이상의 기록에는 한 걸음 닿지 않았다.
또한 좌완 투수이면서도 통산 피타율은 좌타자와 상대할 때 2할 6푼 3리(1301타수 342안타), 우타자와 상대할 때는 2할 4푼 4리(3528타수 860안타)로 좌타자에게 피안타율이 더 높을 정도로 취약했다. 이에 대해서 이마나카는 현역 은퇴 후인 2002년에 다음과 같이 말했다.

예전의 좌타자는 바깥쪽으로 도망가는 공을 부담스럽게 생각했지만 현대의 좌타자는 좌완 투수의 슬라이더 등에도 잘 대응하고 있어서 좌완 투수 대 좌타자는 투수에게 유리하다는 일반론이 반드시 성립되기 어려운 시대가 됐다.

25세까지 통산 85승을 올리면서 그 후에 생긴 부상으로 100승에 도달하지 못하고 유니폼을 벗은 선수 생활은 같은 시기에 50세까지 현역 선수로 뛰면서 통산 219승을 거둔 팀 동료 야마모토 마사의 지속적임과는 대조적이지만 주니치팬에게 남긴 인상은 야마모토 못지않게 강한 것이 있으며 견고한 두 명의 에이스로서 오래도록 이야기가 전해지고 있다.

## 타 선수와의 관계
오치아이 히로미쓰와 마에다 도모노리에게는 간단하게 안타를 맞는다는 이미지가 있던 터라 주자가 있는 상황 등에서는 주위에 들릴 정도로 기합을 넣어서 대결했다. 이 두 사람이 타자로서 가장 인상에 남았으며 자신의 컨디션에 있어서의 바로미터이기도 했다고 한다. 투수 중에서는 구와타 마스미가 가장 인상에 남아있어서 투구에 방망이가 전혀 맞지 않았던 것에 더해 직접 투수전을 펼쳐 이겼던 기억이 없다고 할 정도로 상극의 느낌을 갖고 있었다.
주전 포수를 맡았던 나카무라 다케시에 대한 신뢰는 두터운 편인데 은퇴 후에 출연한 《선데이 드래건스》에서 나카무라에게서의 전별 비디오를 보았을 때 눈물을 흘리는 모습을 보였다.

## 에피소드
- 별명은 ‘츄-’(チュー) 또는 ‘이마츄’(イマチュー)이다.

## 상세 정보

### 출신 학교
- 오사카 산업대학 고등학교 다이토 교사
- 오사카도인 고등학교

### 선수 경력
- 주니치 드래건스(1989년 ~ 2001년)

### 지도자·기타 경력
지도자
- 주니치 드래건스 2군 투수 코치(2012년)
- 주니치 드래건스 1군 투수 코치(2013년)

해설자
- NHK 야구 해설자(2002년 ~ 2011년, 2014년 ~ )
- 주니치 스포츠 평론가(2002년 ~ 2011년)

### 수상·타이틀 경력

#### 타이틀
- 다승왕 : 1회(1993년)
- 최다 탈삼진 : 1회(1993년)

#### 수상
- 사와무라 에이지상 : 1회(1993년)
- 베스트 나인 : 1회(1993년) ※투수 부문
- 골든 글러브상 : 1회(1993년) ※투수 부문
- 최우수 투수 : 1회(1993년)
- 월간 MVP : 1회(1991년 8월) ※투수 부문
- IBM 플레이어오브더이어상 : 1회(1993년)
- 우수 JCB·MEP상 : 2회(1993년, 1995년)

### 개인 기록

#### 첫 기록
- 첫 등판 : 1989년 5월 26일, 대 요미우리 자이언츠 9차전(나고야 구장), 8회초에 3번째 투수로서 구원 등판·마무리, 2이닝 1실점
- 첫 탈삼진 : 상동, 8회초에 시노즈카 도시오로부터
- 첫 선발 등판 : 1989년 5월 30일, 대 히로시마 도요 카프 5차전(히로시마 시민 구장), 4이닝 3실점에서 패전 투수
- 첫 승리 : 1989년 9월 17일, 대 히로시마 도요 카프 22차전(나고야 구장), 5이닝 1실점
- 첫 완투 승리 : 1990년 6월 2일, 대 요코하마 다이요 웨일스 8차전(나고야 구장), 9이닝 1실점
- 첫 세이브 : 1990년 8월 25일, 대 요미우리 자이언츠 19차전(나고야 구장), 7회초 1사에 2번째 투수로서 구원 등판·마무리, 2와 2/3이닝 무실점
- 첫 완봉 승리 : 1990년 8월 29일, 대 히로시마 도요 카프 23차전(나고야 구장)
- 첫 홈런 : 1996년 4월 23일, 대 야쿠르트 스왈로스 4차전(메이지 진구 야구장), 3회초에 테리 브로스로부터 우월 솔로 홈런

#### 기록 달성 경력
- 통산 1000투구 이닝 : 1995년 7월 6일, 대 요미우리 자이언츠 15차전(나고야 구장) ※역대 261번째
- 통산 1000탈삼진 : 1996년 6월 27일, 대 히로시마 도요 카프 14차전(나고야 구장), 5회초에 가네모토 도모아키로부터 ※역대 97번째

#### 기타
- 올스타전 출장 : 4회(1991년, 1993년 ~ 1995년) ※1996년에는 선출됐지만 출전 포기[45]

### 등번호
- 14(1989년 ~ 2001년)
- 71(2012년 ~ 2013년)

### 연도별 투수 성적
| 연 도       | 소 속       | 등 판 | 선 발 | 완 투 | 완 봉 | 무 4 구 | 승 리 | 패 전 | 세 이 브 | 홀 드 | 승 률 | 타 자 | 이 닝  | 피 안 타 | 피 홈 런 | 볼 넷 | 고 4 | 몸 맞 | 탈 삼 진 | 폭 투 | 보 크 | 실 점 | 자 책 점 | 평 자 책 | W H I P |
| ----------- | ----------- | ----- | ----- | ----- | ----- | ------- | ----- | ----- | -------- | ----- | ----- | ----- | ------ | -------- | -------- | ----- | ---- | ----- | -------- | ----- | ----- | ----- | -------- | -------- | ------- |
| 1989년      | 주니치      | 10    | 7     | 0     | 0     | 0       | 1     | 4     | 0        | --    | .200  | 200   | 40.2   | 71       | 5        | 17    | 0    | 0     | 30       | 1     | 0     | 32    | 31       | 6.86     | 2.16    |
| 1990년      | 주니치      | 31    | 19    | 6     | 1     | 1       | 10    | 6     | 1        | --    | .625  | 641   | 144.2  | 169      | 12       | 54    | 2    | 4     | 85       | 2     | 0     | 67    | 62       | 3.86     | 1.57    |
| 1991년      | 주니치      | 36    | 27    | 8     | 4     | 2       | 12    | 13    | 0        | --    | .480  | 822   | 193.0  | 192      | 10       | 59    | 6    | 3     | 167      | 6     | 0     | 66    | 54       | 2.52     | 1.31    |
| 1992년      | 주니치      | 11    | 8     | 6     | 1     | 2       | 8     | 2     | 0        | --    | .800  | 294   | 76.1   | 52       | 8        | 19    | 2    | 0     | 66       | 0     | 0     | 17    | 15       | 1.77     | 0.93    |
| 1993년      | 주니치      | 31    | 30    | 14    | 3     | 0       | 17    | 7     | 1        | --    | .708  | 982   | 249.0  | 183      | 20       | 59    | 1    | 2     | 247      | 5     | 0     | 67    | 61       | 2.20     | 0.98    |
| 1994년      | 주니치      | 28    | 25    | 14    | 2     | 1       | 13    | 9     | 3        | --    | .591  | 785   | 197.0  | 166      | 18       | 42    | 2    | 0     | 156      | 8     | 0     | 68    | 63       | 2.88     | 1.06    |
| 1995년      | 주니치      | 25    | 24    | 15    | 3     | 3       | 12    | 9     | 0        | --    | .571  | 773   | 189.0  | 178      | 18       | 45    | 2    | 0     | 150      | 6     | 1     | 72    | 69       | 3.29     | 1.18    |
| 1996년      | 주니치      | 25    | 24    | 11    | 2     | 1       | 14    | 8     | 0        | --    | .636  | 757   | 179.2  | 175      | 13       | 57    | 0    | 1     | 153      | 8     | 0     | 75    | 66       | 3.31     | 1.30    |
| 1997년      | 주니치      | 10    | 8     | 0     | 0     | 0       | 2     | 2     | 0        | --    | .500  | 195   | 44.2   | 42       | 5        | 19    | 1    | 3     | 18       | 0     | 0     | 23    | 20       | 4.03     | 1.43    |
| 1998년      | 주니치      | 14    | 14    | 0     | 0     | 0       | 2     | 8     | 0        | --    | .200  | 276   | 62.1   | 64       | 4        | 28    | 2    | 1     | 50       | 1     | 0     | 41    | 37       | 5.34     | 1.49    |
| 1999년      | 주니치      | 5     | 1     | 0     | 0     | 0       | 0     | 1     | 0        | --    | .000  | 38    | 8.0    | 11       | 1        | 1     | 0    | 1     | 6        | 0     | 0     | 7     | 7        | 7.88     | 1.50    |
| 2001년      | 주니치      | 7     | 0     | 0     | 0     | 0       | 0     | 0     | 0        | --    | ----  | 49    | 11.0   | 12       | 1        | 6     | 0    | 0     | 1        | 0     | 0     | 4     | 4        | 3.27     | 1.64    |
| 통산 : 12년 | 통산 : 12년 | 233   | 187   | 74    | 16    | 10      | 91    | 69    | 5        | --    | .569  | 5812  | 1395.1 | 1315     | 115      | 406   | 18   | 15    | 1129     | 37    | 1     | 539   | 489      | 3.15     | 1.24    |

- 굵은 글씨는 시즌 최고 성적.

## 관련 정보

### 저서
- 이마나카 신지 (2002년 5월). 《悔いは、あります。》 [후회는 있습니다.]. 더 마사다. ISBN 4883970787.
- 이마나카 신지 (2010년 10월). 《中日ドラゴンズ論："不気味"さに隠された勝利の方程式》 [주니치 드래건스론: ‘섬뜩함’에 숨겨진 승리의 방정식]. 베스트 신서. 베스트셀러스. ISBN 4584123047.